# Сикард Кремонский

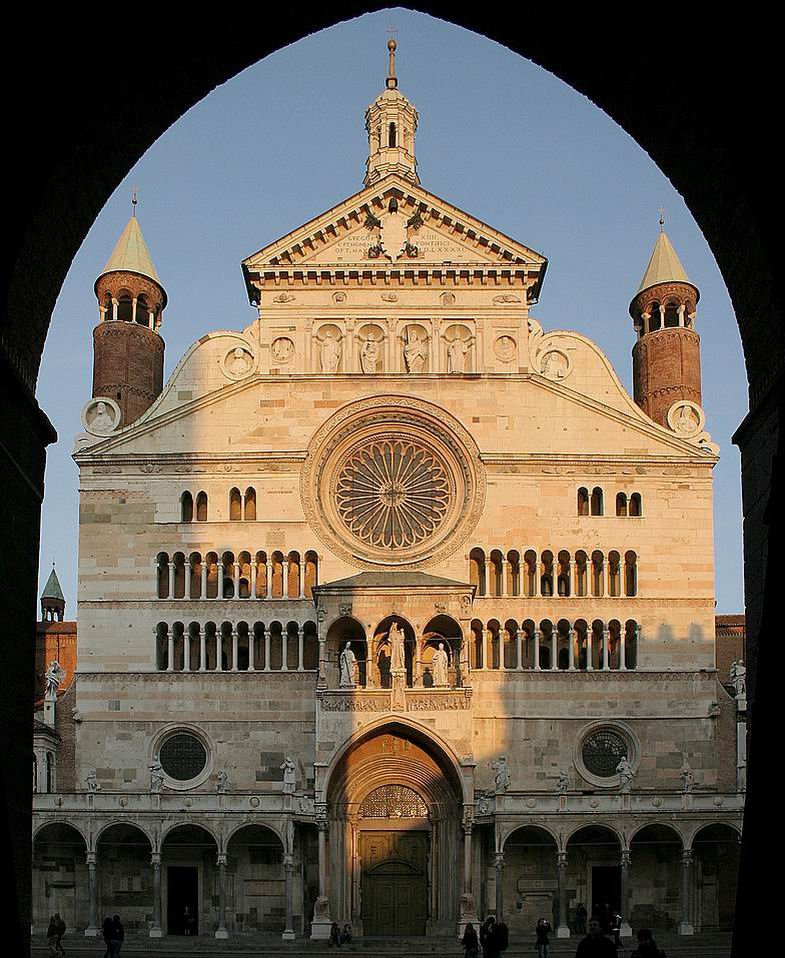
Кафедральный собор Вознесения Девы Марии в Кремоне (Ломбардия), 1107—1196 гг.

Сикард Кремонский, или Сикардо из Кремоны (итал. Sicardo da Cremona, лат. Sicardus Cremonensis; около 1155, Кремона — 8 июня 1215, там же) — итальянский хронист, теолог и литургист, епископ Кремоны (1185—1215), автор «Всемирной» (лат. Chronica Universalis), или «Кремонской хроники» (лат. Cremonensis Chronica) и церковных сочинений.

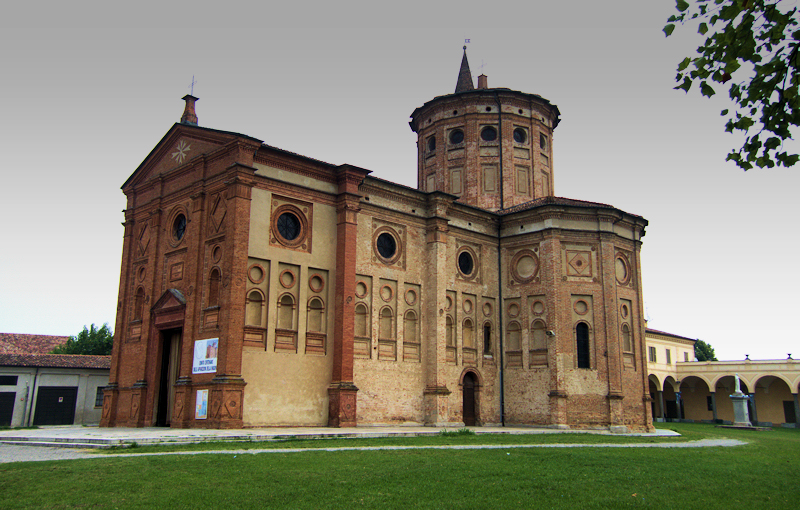
Святилище Мадонны делла Мизерикордия в Кастеллеоне (Ломбардия), кон. XII в.

## Биография

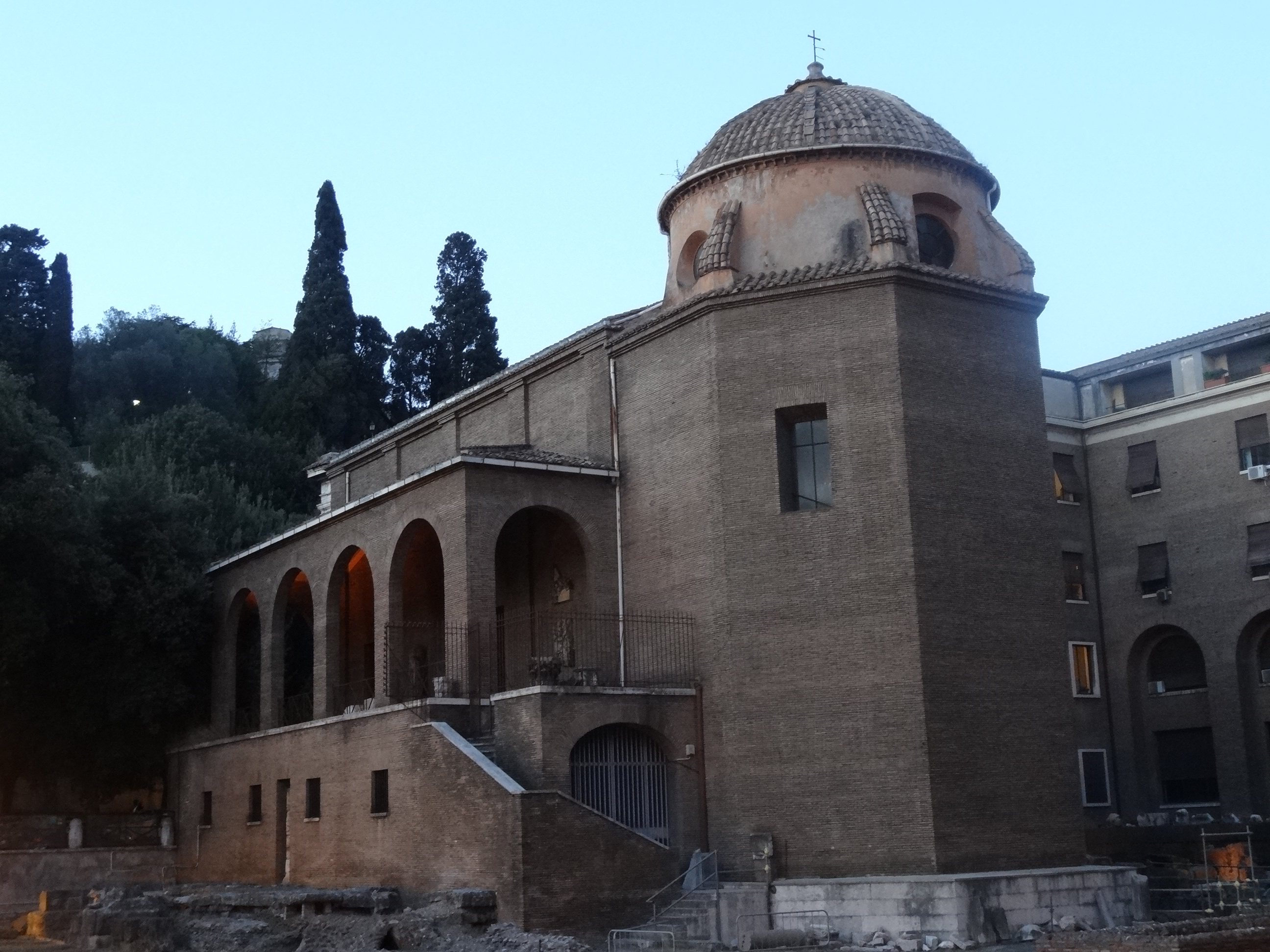
Церковь Св. Гомобона в Риме, XIII в.

Родился около 1155 года в Кремоне, в старинной семье Казаласки (итал. Casalaschi), происходившей из Казальмаджоре. Его брата Бокарда иногда называют Бокардусом Казаласком (лат. Bocardus Casalascus). Изучал каноническое право в Болонье, затем, возможно, в Париже, а после в Майнце, где не смог, однако, получить учёную степень, так как местный университет ещё не был основан официально и не получил своего устава.
По его собственным словам, ещё в 1179 году, вернувшись в Кремону, он получил незначительную должность от её епископа Оффреда (1168—1185), с которой началась его успешная церковная карьера. Около 1180 года, возможно, получил пребенду в Майнце, где преподавал каноническое право в школе местного кафедрального капитула, а затем составил своё «Собрание канонов» (лат. Summa canonum), или «Сборник указов» (лат. Summa decretorum).
В 1183 году был вызван папой Луцием III в Рим, где рукоположен в иподиаконы и в качестве легата отправлен к Фридриху Барбароссе, чтобы устроить его встречу с понтификом в Вероне, сумев завоевать доверие германского императора. Некоторые исследователи отождествляют его со схоластиком Сигегардом, упомянутым в 1184 году а качестве каноника майнцской коллегиальной церкви Св. Петра в Майнце, на основании записи в одном из манускриптов «Summa canonum»: «Ego vero Sigehardus Cremone filius nationale et Maguntine ecclesie filius spiritalis translatione». Хотя в начале XX века эта гипотеза встретила аргументированные возражения со стороны издателя его трудов немецкого филолога и палеографа Освальда Холдер-Эггера.
В июле 1184 года вернулся из Майнца в Кремону, где 8 мая 1185 года упоминается среди каноников кафедрального собора Вознесения Девы Марии со степенью магистра. После того как 9 августа того же года скончался кремонский епископ Оффред, был избран его преемником. 23 августа 1185 года он установил конституции местного соборного капитула, установив в них число каноников в 15 и определив правила предоставления им пребенд, а 28-29 сентября того же года предстал в своём дворце перед трибуналом, разбиравшим тяжбу его с да Меленьяно за замок Малео.
Примерно в то же время наместник и наследник Барбароссы Генрих VI восстановил разрушенный в 1159 году его отцом город Крема, предоставив ему статус свободной коммуны и наложив при этом императорский запрет (лат. Reichsach) на располагавшуюся южнее Кремону. В начале 1188 года Сикард вновь отправился в Германию, чтобы добиться у императора дозволения восстановить кремонскую крепость Кастроманфреди (итал. Castromanfredi). Поскольку Генрих ответил решительным отказом, 18 апреля 1188 года епископ заложил первый камень нового замка для защиты Кремоны. Этот мощный аванпост на северо-западе, в направлении Кремы, получил название Castrum Leonis (совр. Кастеллеоне). Девятью годами позже Сикард участвовал также в основании крепости Форново, располагавшейся ещё севернее, к востоку от Кремы, недалеко от Сончино и Дженивольты.
В 1189 году Сикард со своими людьми построил крупное торговое судно — бусу (итал. buza), предназначавшуюся для доставки припасов сражавшимся на Святой Земле местным крестоносцам. В том же году епископ основательно рассорился с папской курией, после того как разрушил и вывез камни для часовни с аллодиальной земли, принадлежавшей женскому монастырю Санта Юлия в Брешии. В Кремону для проведения следствия прибыли кардиналы-легаты Соффредо и Пётр, и Сикард, вероятно, проиграл это дело, поскольку папа Климент III отклонил его апелляцию, назначив 30 марта 1190 года для завершения дела двух уполномоченных. 19 января 1191 года епископ Сикард прибыл в Лоди, где встретился с новым германским императором Генрихом, который ехал на коронацию в Рим. В 1193 году, в ответ на запрос Сикарда, новый папа Целестин III заверил его, что он имеет право рассматривать без апелляции имущественные дела клириков на сумму не более 40 солидов, при условии отсутствия личного интереса в иске с его стороны.
4 июня 1196 года Целестин предоставил Сикарду право на вмешательство в конфликт кремонских покровителей церкви Санта-Кроче с монастырём Нонантолы, которому этот храм принадлежал де-юре. Незаконно задержавших приора и капеллана этой обители кремонцев вынудили вернуть церковь аббату Нонантолы и возместить последнему ущерб за разорённый виноградник. 26 августа 1196 года Сикард ездил в Павию, где подписал хартию императора Генриха VI. Однако 28 сентября 1197 года последний умер, а 8 января 1198 года скончался и папа Целестин. В северной Италии вновь вспыхнули пограничные конфликты, в том числе между Миланом и Кремоной за вышеназванную Крему. В добавление к тому, в Германии объявилось два претендента на императорскую корону, Оттон Брауншвейгский и Филипп Швабский, и лишь избрание Иннокентия III папой 8 января 1198 года несколько стабилизировало положение. В октябре того же года Сикардо отправился с делегацией горожан в Рим, чтобы добиться там от нового папы канонизации кремонского торговца тканями Омобоно (Гомобона) Тучинго, скончавшегося 13 ноября 1197 года в церкви Св. Эгидия, и 12 января 1199 года Иннокентий вписал в свой каталог имя Гомобона, ставшего первым мирянином, причисленным к лику святых.
В 1203 году Сикард отправился в Четвёртый крестовый поход вместе с папским легатом кардиналом Петром Капуанским. Перед тем как вернуться из Константинополя домой, кремонский епископ совершил там по предложению легата рукоположение в соборе Святой Софии. Как долго он оставался в византийской столице, доподлинно неизвестно, но 17 февраля 1205 года Пётр Капуанский получил от папы Иннокентия гневное письмо, в котором понтифик укорял его за то, что тот оставил свою миссию в Святой Земле.
Сам Сикард определённо вернулся в Кремону к 16 декабря 1205 года, когда по документам получил там право покровительства над церковью Всех Святых. В 1206 году он вместе с архидиаконом Петром Пармским заседал в судебной комиссии против Мантуи, власти которой строили мост через реку Зара и возводили там форт, угрожавший Реджо-нель-Эмилия, с правом наложения интердикта на мантуанцев.
Сикарду удалось также пресечь раздоры между кремонской знатью и пополанами, среди которых было немало выходцев из Читтанова, получивших его покровительство. В частности, чтобы разрешить политический кризис 1209 года, когда в Кремоне даже заседали одновременно два подеста, Маттео да Корреджо от местного совета и Гульельмо Масталья от Читтановы, Сикард сформировал из 15 местных клириков третейский суд, решение которого было торжественно оглашено 11 марта 1210 года со ступеней кафедрального собора перед всеми собравшимися горожанами жителей Кремоны. Согласно этому справедливому приговору, получившему название «Дара Сикарда» (итал. Lodo di Sicardo), местные пополаны, включая приезжих из провинциальных городов, получали одну треть мест в городском совете и от всех выборных должностей, также устанавливался справедливый размер налогов.
Несмотря на то, что в 1210 году Сикард так и не отправил в Палестину обещанную миссию для разрешения при посредничестве патриарха Иерусалимского спора между царём Армении Левоном II, графом Триполи Боэмундом IV и тамплиерами за контроль над Антиохией, он в следующем году, вместе с Петром Капуанским и Робертом Керзоном, предложен был капитулом Святой Софии и духовенством Константинополя в качестве преемника латинского патриарха Томмазо Морозини.
В конце своей жизни престарелый Сикард поддержал внука Барбароссы, короля Сицилии и герцога Швабии Фридриха II, в борьбе против императора Оттона IV Брауншвейгского, которого в 1210 году папа отлучил от церкви. В июле 1212 года он принимал Фридриха в Кремоне, сопроводив его затем в Мантую, а также, возможно, в Верону и Тренто, добившись от него подтверждения кремонских привилегий. В частности, ему удалось добиться того, что его епархия была выведена из-под юрисдикции миланских архиепископов, получив значительно большую свободу в принятии важных судебных решений.
В 1210 году Сикард способствовал назначению нового епископа на кафедру Феррары, а в 1213 году — низложению епископов Виценцы, Брешии и Тревизо. Летом того же года он основал церковь в Бонемерсе, а с ноября по апрель следующего 1214-го установил границы церковных округов Сан-Маурицио-ди-Казанова, Санто-Стефано-ди-Казале, Сан-Пьетро-ди-Пьеве-Гурата и Ривароло-Мантовано.
Умер Сикард в Кремоне 8 июня 1215 года, в понедельник после Пятидесятницы, как отмечено в соборном некрологе. За два дня до его смерти несколько местных каноников объявили о проведении собрания для выбора его преемника, избрав затем архипресвитера Домпнетта. Однако узнавший об этом папа Иннокентий отменил результаты выборов и 3 декабря 1216 года рукоположил в епископы Кремоны Омобоно де Мадальберти.

## Сочинения

### Всемирная хроника
Около 1213 года, на склоне своих лет Сикард написал на латыни «Всемирную» (лат. Chronica Universalis), или «Кремонскую хронику» (лат. Cremonensis Chronica), излагающую события мировой истории от сотворения мира до 1212 года, в анонимном продолжении — до 1222-го. Основными источниками для неё, помимо обстоятельных местных анналов, которые велись с 1096 года, послужили: «Хроника Иеронима», «История против язычников» Павла Орозия, «История в трёх частях» Кассиодора, «Хроника» Беды Достопочтенного, а также «Деяния Фридриха I в Святой земле» (лат. Gesta Friderici I in expeditione sacra), приписываемые Джованни Коданьелло из Пьяченцы.
Помимо важнейших местных событий, вроде войн с Миланом и Пьяченцой, строительства церквей и монастырей, или канонизации Св. Омобоно, хроника Сикарда подробно освещает обстоятельства итальянских экспедиций Фридриха Барбароссы и его участия в Третьем крестовом походе, историю Четвёртого крестового похода и создания Латинской империи на Босфоре, а также содержит оригинальный рассказ о крестовом походе детей. Подразделяя всемирную историю, в соответствии с концепциями Августина и Беды, на шесть эпох, она, наряду с достоверными сведениями, содержит немало описаний чудес, анекдотов и мифов, вроде легенды об основании Кремоны троянцем Бримонием (Brimonio). Подробное изложение событий истории церковной начинается в ней с IX века, с посткаролингской эпохи, начиная же с XI столетия не меньшее внимание уделяется и событиям гражданским.
В средневековой итальянской историографии хроника Сикарда является второй всемирной хроникой после сочинения Ромуальда Салернского (ум. 1181), доведённого до 1178 года. На её сведения опирался в своей хронике вплоть до 1212 года францисканец Салимбене Пармский (1221—1288), пользовался ею при написании своей популярнейшей «Хроники пап и императоров» и Мартин Опавский.
Хроника Сикарда Кремонского сохранилась, как минимум, в 10 рукописях, находящихся в настоящее время в собраниях Баварской государственной библиотеки в Мюнхене (MS Clm 314, XIII или XIV в.), Австрийской национальной библиотеки (Cod. 3352, XIV в.) и архива Шотландского монастыря в Вене (Cod. 125, XV в.), Национальной библиотеки Чешской республики в Праге (MS V.D.16 lat. 884, 1376 г., MS VIII.B.11 lat. 1447 г., MS I.B.17 lat. 73, XV в.), филиала Национальной библиотеки Румынии в Алба-Юлии (MS. R. II. 69, XV в.), городского архива и библиотеки Атенеума в Девентере в Нидерландах (MS 93 ehem. 1780, 1439 г.), библиотеки Вроцлавского университета (Cod. I F 213, 1461 г.), библиотеки Эсте в Модене (MS alfa.M.1.7).
Впервые её напечатал полностью в 1725 году в Милане итальянский церковный историк Лудовико Антонио Муратори, поместив её в седьмой том «Историописателей Италии» (итал. Rerum Italicarum scriptores), а в 1855 году её переиздал в Париже с минимальными изменениями учёный аббат Жак Поль Минь, включив вместе с «Историей альбигойцев» Петра Сернейского в 213 том «Patrologia Latina». Комментированное научное издание хроники под редакцией вышеназванного Освальда Холдер-Эггера было выпущено в 1903 году в Ганновере в 31-м томе свода «Monumenta Germaniae Historica» (серия Scriptorum).

### Церковные труды
Среди остальных сочинений Сикарда можно отметить:
 
— вышеназванное «Собрание канонов» (лат. Summa Canonum), составленное между 1179 и 1181 годами в Майнце  и содержащее комментарии и толкования  на «Декрет Геласия» (519—553) и «Декрет Грациана» (первая пол. XII в.);
 
— «Apologia Sichardi» — книгу проповедей и посланий, направленная против недоброжелателей;
 
— «Summa de officiis ecclesiasticis», или «Mitralis de officiis», сокращённо «Mitrale» (в 9 книгах) — труд о церковной литургии, написанный в аллегорической форме между 1195-м и 1200 годами и сохранившийся не менее чем в 10 рукописях XIII — начала XVIII века, в основу которого легли, главным образом, сочинения Аврелия Августина (V в. н. э.), Григория Великого (VI в.), Амалария из Меца (IX в.) и Гонория Августодунского (XII в.);
 
— «Когда восходит Солнце» (лат. Cum orbit solis) — житие святого Гомобона Кремонского.
Среди утраченных произведений Сикарда называют «Книгу мифологии» (лат. Liber Mythologie) — сборник местных легенд, который он цитирует в прологе к своей хронике, а также «Acta et obitus beati Homoboni», в основу которых, вероятно, положено было вышеназванное жизнеописание Св. Гомобона.
Теоретический вклад Сикарда в средневековую канонистику и литургику довольно значителен, в частности, в «Mitrale» он подробно разъясняет символику готической храмовой архитектуры, происхождение элементов церковного облачения и обычая бритья клириками головы и бород, а также касается давнего спора о евхаристии, утверждая, что священник при рукоположении получает власть быть совершителем таинства от самого Христа, и его власть реализуется в произнесении установительных слов. Его «Mitrale» использовал в своей книге «Зерцало правосудия» (лат. Speculum iudiciale) епископ Манда (Франция) Гийом Дюран (1230—1296).
Новейшее комментированное издание литургического труда Сикарда «Mitrale» увидело свет в 2008 году в Тюрнхауте (Бельгия) под редакцией венгерского филолога и кодиколога Габора Сарбака и немецкого историка-медиевиста Лоренца Вайнриха.

## Память
- Его имя носит улица Епископа Сикарда (итал. Via Sicardo Vescovo) в Кремоне.

## Публикации
- Из Хроникона Сикарда Кремонского // Фридрих I Барбаросса в деяниях, хрониках и анналах Северной Италии / Пер. с лат., пред., комм. Д. А. Боровкова. — СПб.: Евразия, 2024. — С. 206–211. — (CHRONICON). — ISBN 978-5-8071-0607-0.
- Sicardi episcopi Cremonensis Chronicon a nativitate Christi usque ad annum MCCXIII // Rerum Italicarum scriptores. Raccolta di fonti, ideata da Ludovico Antonio Muratori. — Tomus VII. — Mediolani: Typographia Societatis Palatinae in Regia Curia, 1725. — coll. 521–626.
- Sicardi Cremonensis Episcopi Mitrale, sive de officiis ecclesiasticis summa: accedunt ejusdem Sicardi Chronicon // Patrologia Latina. Accurante J.-P. Migne. — Tomus CCXIII. — Paris, 1855. — coll. 9–540.
- Sicardi Episcopi Cremonensis Cronica, edidit Oswald Holder-Egger // Monumenta Germaniae Historica. — Tomus XXXI. — Hannoverae, 1903. — pp. 22–183. — (Scriptorum).
- Sicardi Cremonensis episcopi Mitralis de officiis. Edited by Gábor Sarbak and Lorenz Weinrich. — Turnhout: Brepols, 2008. — lxiv, 852 p. — (Corpus Christianorum. Continuatio Mediaevalis, 228.) — ISBN 978-2-503-05281-6.